# Jehoschua Falk
Jehoschua Falk ben Alexander ha-Kohen (geb. 1555; gest. 29. März 1614 in Lemberg) war ein Talmudist und Halachist in Lemberg.
Jehoschua Falk war ein Schüler von Moses Isserles und Salomo Luria. Er wurde Leiter der Jeschiwa in Lemberg und Mitglied im jüdischen Vierländerrat in Polen. Zu seinen Schülern gehörten Jehoschua Höschel und Jesaja Horovitz.

## Schriften
- Beit Jisrael, Kommentar zum Arba’a Turim (Tur)
- Sefer Me'irat Einajim, Kommentar zu Choschen Mischpat (ein Teil der Schulchan Aruch)
- Sefer ha-Hosafa, Supplement zu Darkei Mosche von Mosche Isserles, Dyhemfurth 1796
- Kontres 'al Diney Ribbit, Gesetzesauslegungen, Sulzbach 1692
- Novellae on Talmudic treatises